# Тайсль Покорна, Регина
Регина Тайсль Покорна (нем. Regina Theissl Pokorná, урождённая Покорная (словац. Pokorná); род. 18 января 1982, Братислава) — австрийская, ранее словацкая шахматистка, международный мастер среди женщин (1998), гроссмейстер среди женщин (2000). 

## Биография
Первые успехи на международной арене достигла в очень молодом возрасте. Представляла Чехословакию на юношеских чемпионатах Европы по шахматам и на юношеских чемпионатов мира по шахматам в возрастной группе до 10 лет и завоевала три медали: золото (чемпионат Европы 1992 года), серебро (чемпионат Европы 1991 года) и бронзу (чемпионат мира 1992 года). В последующие годы завоевала еще три медали как представительница Словакии: золото (чемпионат Европы 1992 года в возрастной группе до 20 лет), серебро (чемпионат мира 1994 года в возрастной группе до 12 лет) и бронзу (чемпионат мира 1996 года в возрастной группе до 14 лет). Многократная медалистка юношеских чемпионатов Словакии по шахматам в разных возрастных группах, в том числе была победительницей в 1993 году (до 14 лет) и в 1999 году (до 18 лет).
Чемпионка Словакии 2002, 2007 и 2009 гг.
Призер многих международных турниров среди женщин по шахматам, в том числе четыре раза побеждала в турнире в Риеке (2001, 2002, 2005, 2009), была первой в турнирах на острове Крк (2004), в Джакарте (2007) и в Врбнике (2008), была второй на турнире в Джакарте (за Ли Жофань в 2008 году) и в Сомбатхее (2008).
Представляла сборные Словакии и Австрии на крупнейших командных шахматных турнирах:
- в шахматных олимпиадах участвовала девять раз (1998—2012, 2016);
- в командных чемпионатах Европы по шахматам участвовала четыре раза (1997-2001, 2015). В командном зачете завоевала золотую медаль (1999). В индивидуальном зачете завоевала бронзовую медаль (1999).